# Jezioro Leniwe (Równina Wełtyńska)
Leniwe (niem. Fauler See) – jezioro na Równinie Wełtyńskiej, położone w województwie zachodniopomorskim, w powiecie pyrzyckim, w gminie Stare Czarnowo.
Powierzchnia akwenu wynosi 2,67 ha. Znajduje się na południowym obrzeżu Puszczy Bukowej, między jeziorami: Glinna Wielka od zachodu i Dereń od wschodu. Posiada wydłużony kształt, zbliżony do elipsy. Linia brzegowa jest nierozwinięta, brzegi płaskie, gęsto zarośnięte. Jezioro Leniwe połączone jest krótkim ciekiem z Zatoką Leniwą jeziora Glinna Wielka. Na południe od tego cieku stożkowe grodzisko wczesnośredniowieczne. Obok jeziora przebiega  Szlak im. Stanisława Grońskiego.